# Martin von Koppenfels
Martin von Koppenfels (* 1967 in München) ist ein deutscher Romanist und Literaturwissenschaftler.

## Leben
Martin von Koppenfels studierte Literaturwissenschaft, Spanisch, Latein und Philosophie in München, an der University of Virginia, in Barcelona und Berlin und wurde 1997 an der FU Berlin promoviert mit einer Dissertation über Trauerrituale in der Lyrik von Federico Garcia Lorca. Danach war er bis 2003 wissenschaftlicher Assistent an der FU Berlin und leitete bis 2008 eine Nachwuchsgruppe der Volkswagenstiftung (Rhetorik der Immunität. Das Paradigma des unempfindsamen Textes). 2006 habilitierte er sich an der FU Berlin über die Affektpolitik bei Gustave Flaubert. Ab 2007 war er Professor für vergleichende Literaturwissenschaft an der Universität Bielefeld. Seit 2010 ist er Professor an der Ludwig-Maximilians-Universität München (Allgemeine und vergleichende Literaturwissenschaft mit Schwerpunkt Romanistik).
Er befasst sich mit Erzählforschung und besonders Emotionen in der Literatur (wie der Erzählstrategie Flauberts und seiner Nachfolger, eine emotionale Beteiligung des Erzählers zu vermeiden). Dabei benutzt er auch die Psychoanalyse. Koppenfels übersetzte auch Lyrik von Federico Garcia Lorca ins Deutsche, zum Beispiel den Romancero gitano.
2001 erhielt er den Paul-Scheerbart-Preis der Heinrich Maria Ledig-Rowohlt-Stiftung für die Übersetzung von Lorca (Dichter in New York) und 2009 den Anna-Krüger-Preis des Wissenschaftskollegs Berlin. 2004 bis 2009 war er Mitglied der Jungen Akademie und 2010 wurde er Mitglied der Berlin-Brandenburgischen Akademie der Wissenschaften.

## Schriften (Auswahl)
- Einführung in den Tod: García Lorcas New Yorker Dichtung und die Trauer der modernen Lyrik. Königshausen und Neumann, Würzburg 1998 (Epistemata. Reihe Literaturwissenschaft; 248) (Zugl.: Berlin, Freie Univ., Diss., 1997), ISBN 978-3-8260-1545-8 (auch ins Spanische übersetzt).
- Hrsg. mit Eckart Goebel: Die Endlichkeit der Literatur. Suhrkamp, Frankfurt a. M. 2002, ISBN 978-3-05-003567-3.
- Immune Erzähler. Flaubert und die Affektpolitik des modernen Romans, Wilhelm Fink Verlag, München 2007, ISBN 978-3-7705-4386-1.[3]
- Schwarzer Peter: der Fall Littell, die Leser und die Täter. Wallstein, Göttingen [2012] (Kleine Schriften zur literarischen Ästhetik und Hermeneutik; 2), ISBN 978-3-8353-1175-6.[4]
- Hrsg. zusammen mit Julian Klein, Marion Hirte und Thomas Jacobsen: Infame Perspektiven: Grenzen und Möglichkeiten von Performativität und Imagination. Theater der Zeit, Berlin 2015 (Theater der Zeit, Recherchen; 119), ISBN 978-3-95749-030-8.
- Hrsg. mit Cornelia Zumbusch: Handbuch Literatur & Emotionen. de Gruyter, Berlin u. a. [2016] (Handbücher zur kulturwissenschaftlichen Philologie; 4), ISBN 978-3-11-030314-8.
- Hrsg. mit Manuel Mühlbacher: Abenteuer: Erzählmuster, Formprinzip, Genre. Fink Verlag, Paderborn 2019 (Philologie des Abenteuers; 1), ISBN 978-3-7705-6472-9.
- Hrsg. mit Tobias Döring und Inka Mülder-Bach: Ungeheurer Atlantik: Absenz und Wiederkehr in ausgewählten atlantischen Poetiken des 20. Jahrhunderts. Fink Verlag, Paderborn 2020, ISBN 978-3-7705-6445-3.
- Hrsg. mit Horst Weich: Spanische und hispanoamerikanische Lyrik. Band 1: Von den Anfängen bis Fernando de Herrera. C.H. Beck, München 2022, ISBN 978-3-406-78351-7.[5]